# Dolní Heršpice
Dolní Heršpice – miejska i katastralna części Brna, o powierzchni około 312,58 ha. Leży na terenie gminy katastralnej Brno-jih.